# Adelaida de Besalú (comtessa consort d'Urgell)
|  | No s'ha de confondre amb Adelaida de Besalú (comtessa consort d'Empúries). |

Adelaida de Besalú (m. 1055) va ser comtessa consort d'Urgell.
Hom afirma que era membre de la casa comtal de Besalú, filla de Guillem I i d'Adelaida. Es va casar vers 1050 amb el comte Ermengol III d'Urgell. El matrimoni vindria a confirmar la política matrimonial d'Ermengol II, d'aliar-se amb un comtat situat entre Urgell i la resta de comtats catalans. Juntament amb el seu espòs, va fer algunes donacions al monestir de Sant Llorenç de Morunys. Va morir el 1055. El mateix any de la seva mort, el comte vidu es va casar amb la seva segona muller, Clemència de Bigorra.